# Hawaii
Hawaii (tiếng Hawaii: Hawaiʻi) là tiểu bang Hoa Kỳ nằm hoàn toàn trên quần đảo Hawaiʻi (ngày xưa được gọi quần đảo Sandwich bởi những người Châu Âu), nằm trong Thái Bình Dương cách lục địa khoảng 3.700 kilômét (2.300 dặm). Khi bang được gia nhập Liên bang ngày 21 tháng 8 năm 1959, Hawaiʻi được trở thành tiểu bang thứ 50 của Hoa Kỳ. Tên của tiểu bang trong tiếng Hawaiʻi có dấu ʻokina (ʻ), cho nên tiếng Anh chuẩn của Hawaiʻi (thổ ngữ Hawaiʻi) cũng phải được viết với dấu này. Đây là tiểu bang có tỷ lệ cư dân gốc Á cao nhất tại Hoa Kỳ.
Đây là nơi sinh của cựu tổng thống Barack Obama (tại Honolulu).

## Địa lý

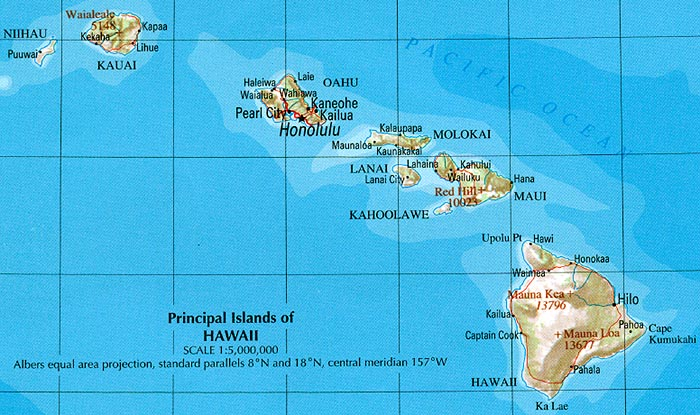
Bản đồ các đảo về phía đông nam (phía có gió)

Hawaiʻi là tiểu bang duy nhất của Hoa Kỳ có nước xung quanh. Vì không thuộc lục địa Hoa Kỳ, nó là một trong hai tiểu bang không giáp với tiểu bang khác (Alaska là tiểu bang còn lại). Nó cũng là cực Nam của Hoa Kỳ và là tiểu bang duy nhất nằm hoàn toàn trong miền nhiệt đới cũng như không thuộc về châu lục nào. Hawaiʻi cũng là tiểu bang duy nhất đang tiếp tục được nâng lên bởi các dòng dung nham đang chảy, nhất là từ núi lửa Kīlauea.
Quần đảo Hawaiʻi bao gồm 19 đảo và 1 đảo san hô kéo dài 2.400 km (1.500 dặm). Các đảo chính là tám đảo cao nhất về phía đông nam của dãy đảo. Các đảo này, theo vị trí từ phía tây bắc tới phía đông nam, có những tên: Niʻihau, Kauaʻi, Oʻahu, Molokaʻi, Lānaʻi, Kahoʻolawe, Maui, và đảo Hawaiʻi.

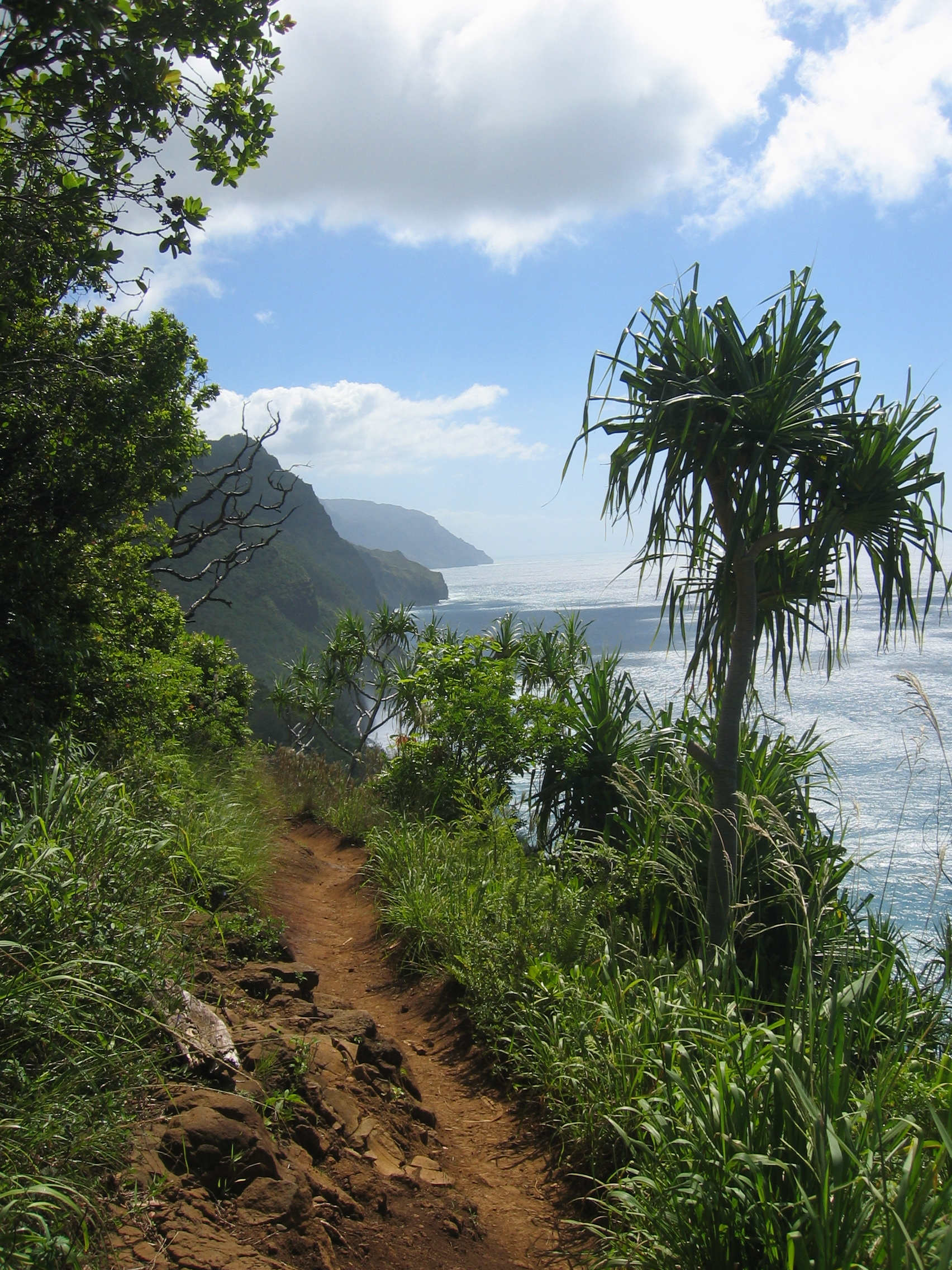
Công viên Tiểu bang Bờ Na Pali trên đảo Kauai

Các đảo Hawaiʻi được tạo ra do núi lửa nổi lên từ đáy biển qua một lỗ thông được gọi là nhiệt điểm (hotspot) trong thuyết địa chất. Lý thuyết này xác nhận rằng trong khi mảng kiến tạo dưới phần lớn của Thái Bình Dương tiến về hướng tây bắc, các nhiệt điểm này đứng yên, từ từ tạo ra các núi lửa mới. Đây là lý do chỉ những núi lửa vào phần nam của Đảo Hawaiʻi đang hoạt động.
Núi lửa phun ở ngoài Đảo Hawaiʻi lần cuối tại Haleakalā trên đảo Maui vào cuối thế kỷ 18. Núi lửa mọc lên gần đây nhất là Lōʻihi, dưới mặt biển cách bờ phía nam của đảo Hawaiʻi.
Bởi vì quần đảo Hawaiʻi bị cô lập ở giữa Thái Bình Dương, và nhiều loại môi trường tồn tại ở các đảo cao nằm trong hay gần vùng nhiệt đới, cho nên tiểu bang này có đủ loại thứ loài thực vật và động vật đặc hữu. Những hoạt động của núi lửa và xói mòn sau đó tạo ra nhiều địa mạo đẹp hay. Thời tiết ở đây làm cho núi Waiʻaleʻale thành nơi ẩm ướt thứ ba trên thế giới; mỗi năm mưa trung bình 11,7 m (460 inch).
Các khu vực dưới quyền của Dịch vụ Vườn Quốc gia (NPS) bao gồm:
- Đường lịch sử Quốc gia Ala Kahakai trên đảo Hawaii
- Công viên Quốc gia Haleakala tại Kula
- Công viên Quốc gia các Núi lửa Hawaii tại Hilo
- Công viên lịch sử Quốc gia Kalaupapa tại Kalaupapa
- Công viên lịch sử Quốc gia Kaloko-Honokohau tại Kailua-Kona
- Công viên lịch sử Quốc gia Puʻuhonua O Honaunau tại Honaunau
- Khu tưởng niệm Quốc gia Puukohola Heiau tại Kawaihae
- Đài kỷ niệm USS Arizona tại Honolulu

### Các đảo chính

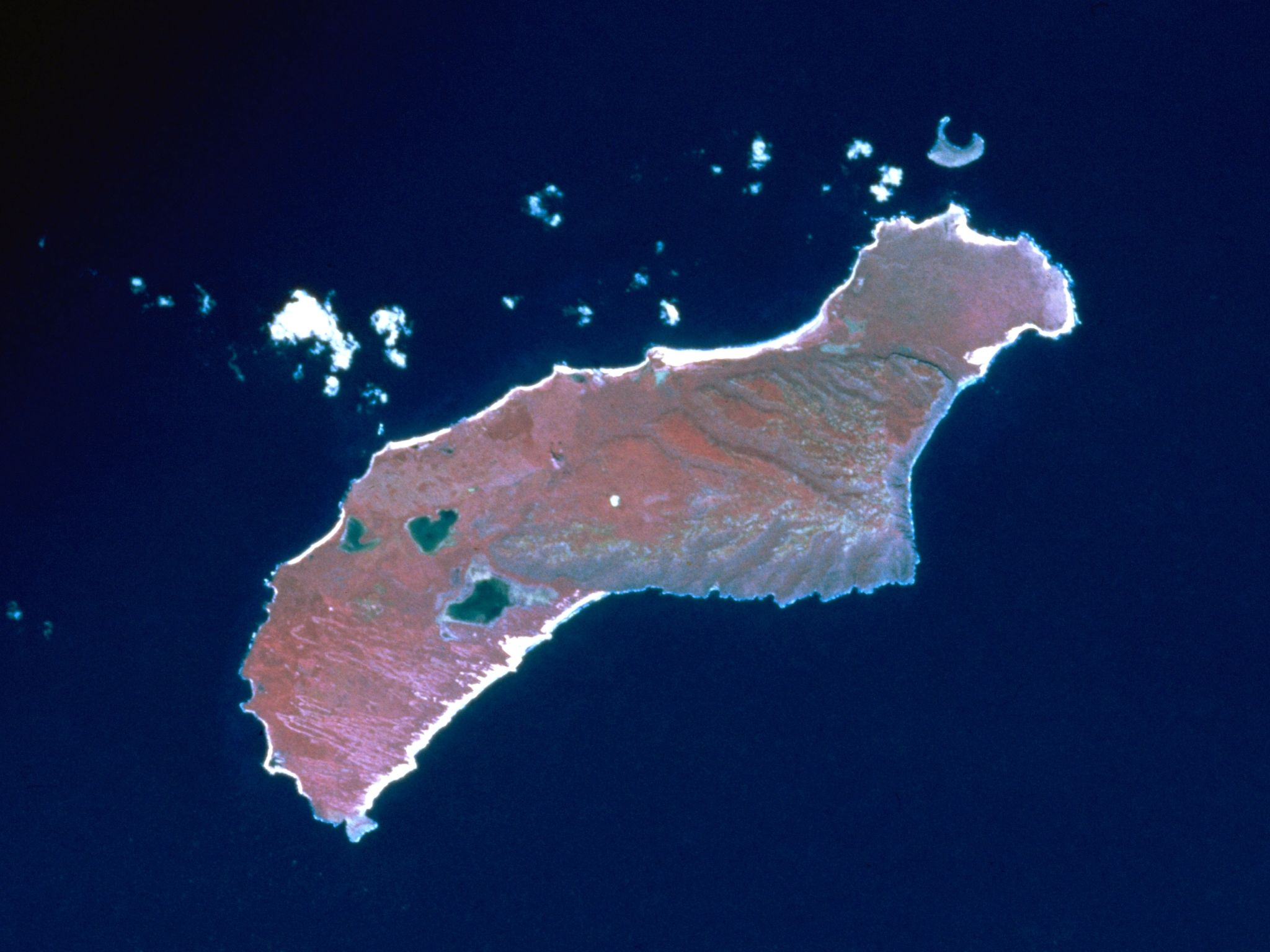
Niʻihau
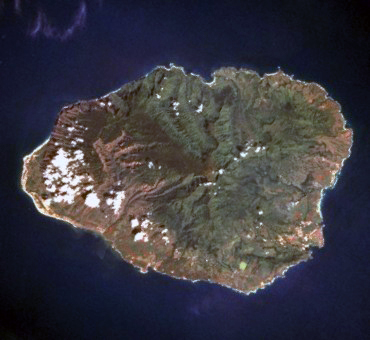
Kauaʻi
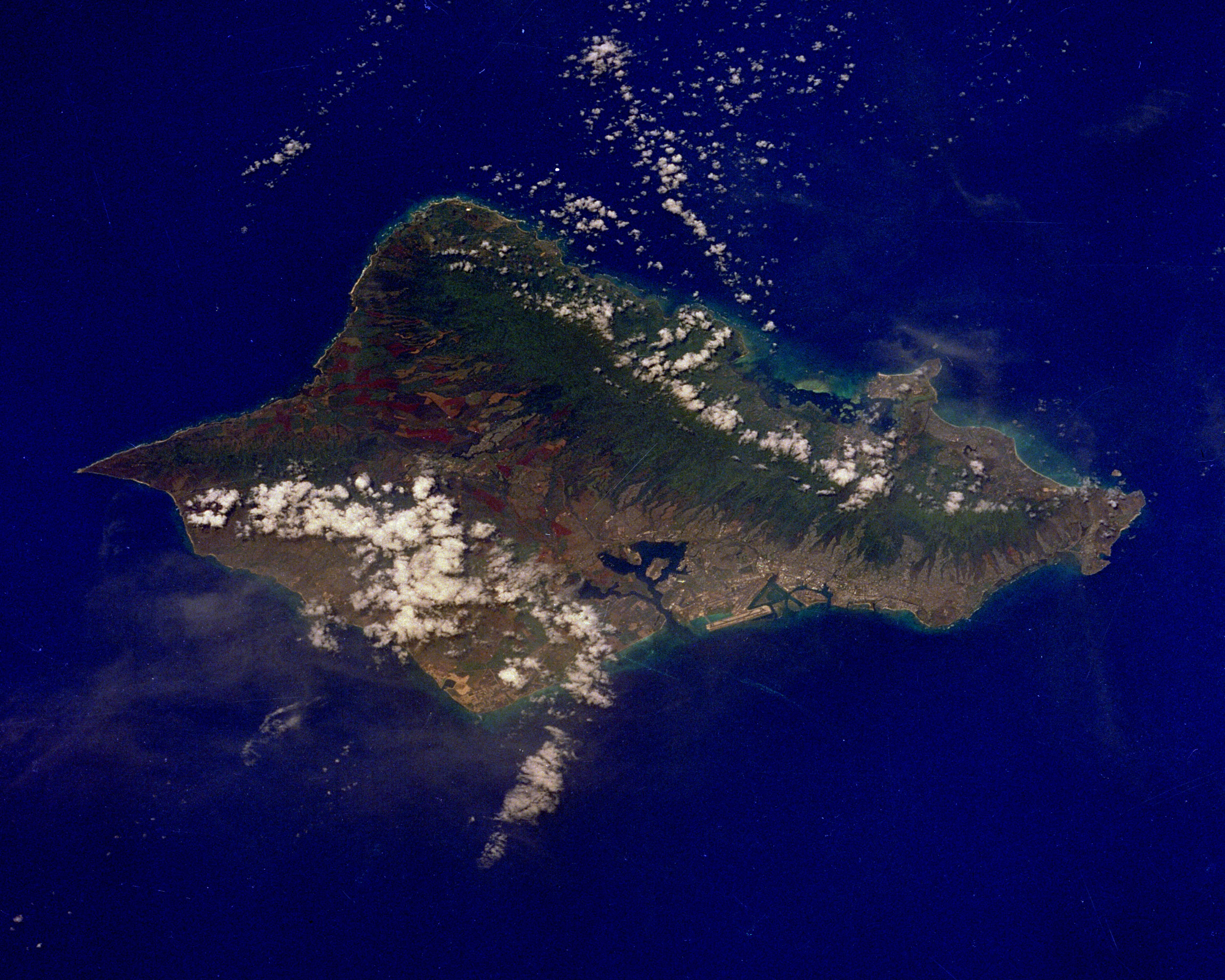
Oʻahu
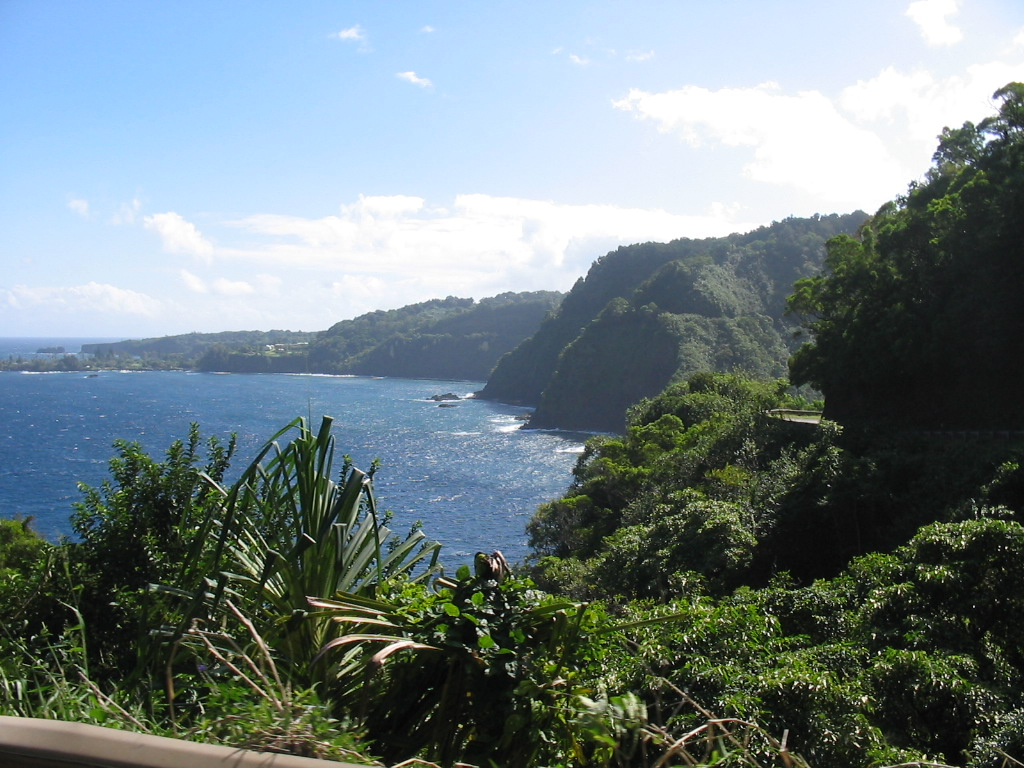
Maui
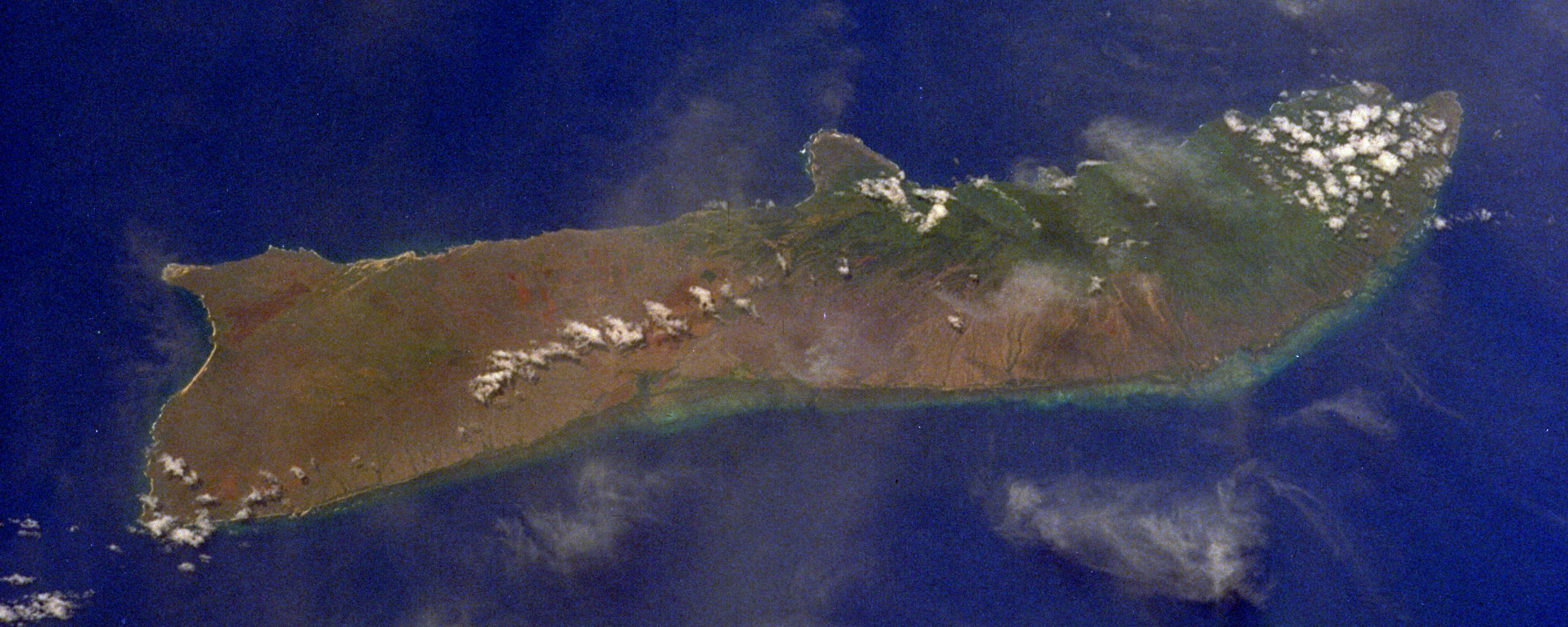
Molokaʻi
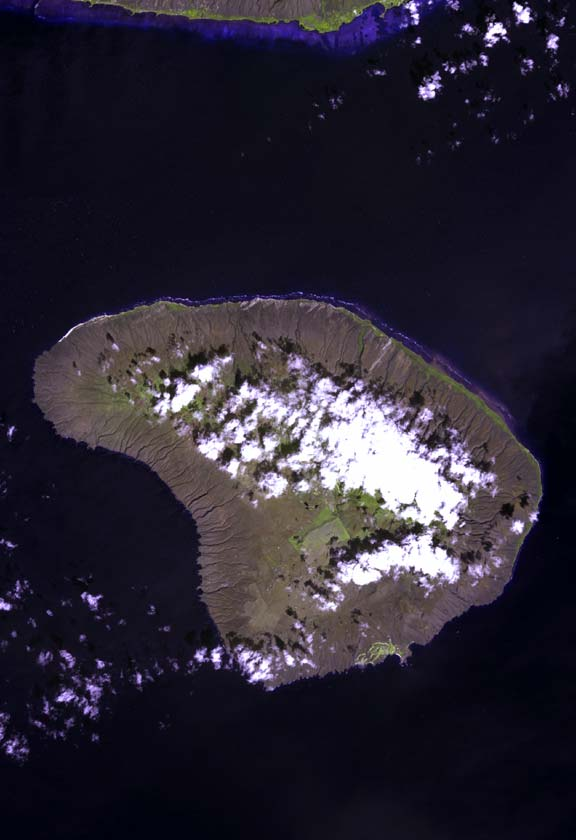
Lānaʻi
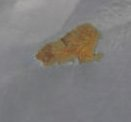
Kahoʻolawe
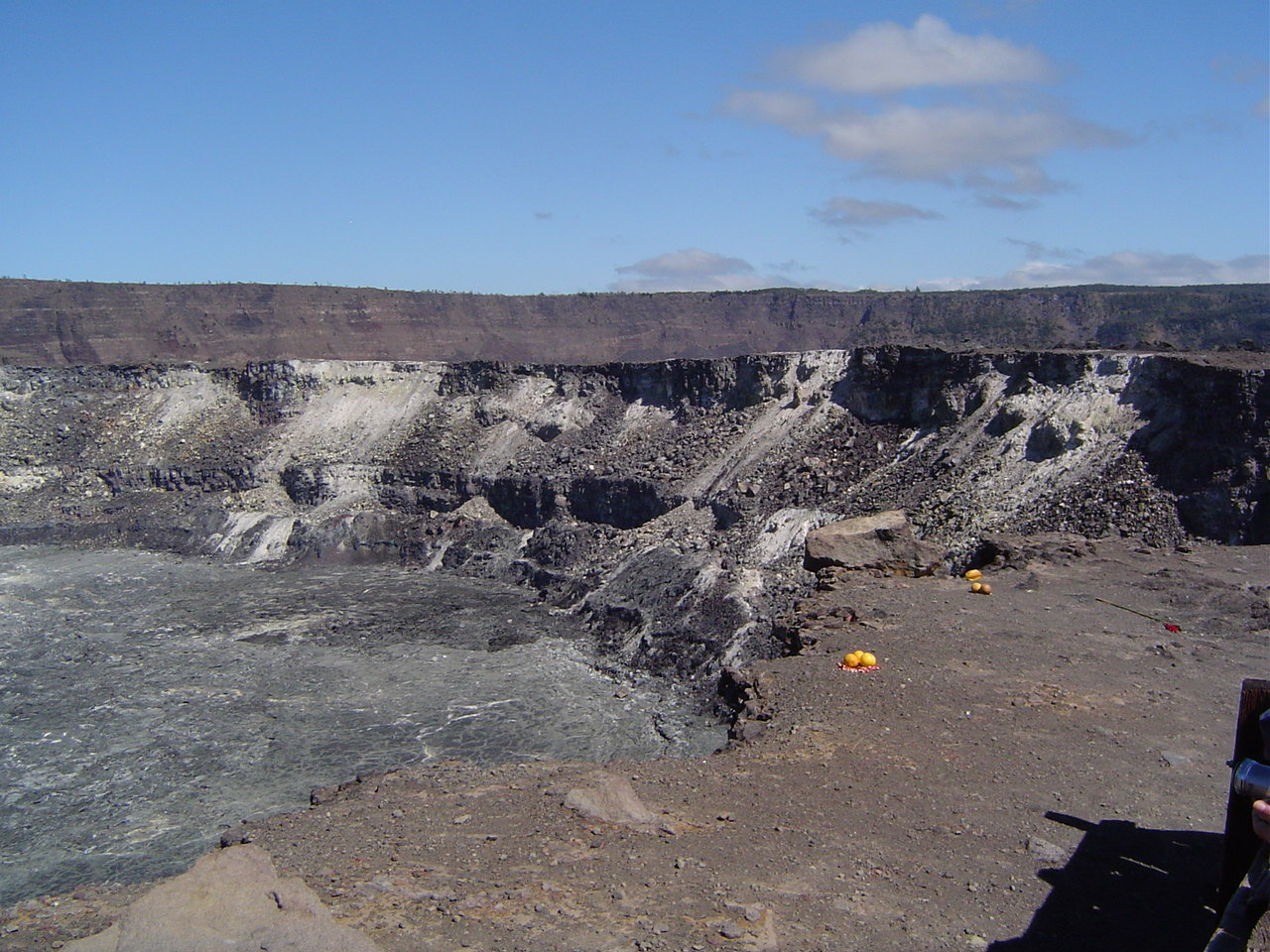
Hawaiʻi

### Các thành phố quan trọng

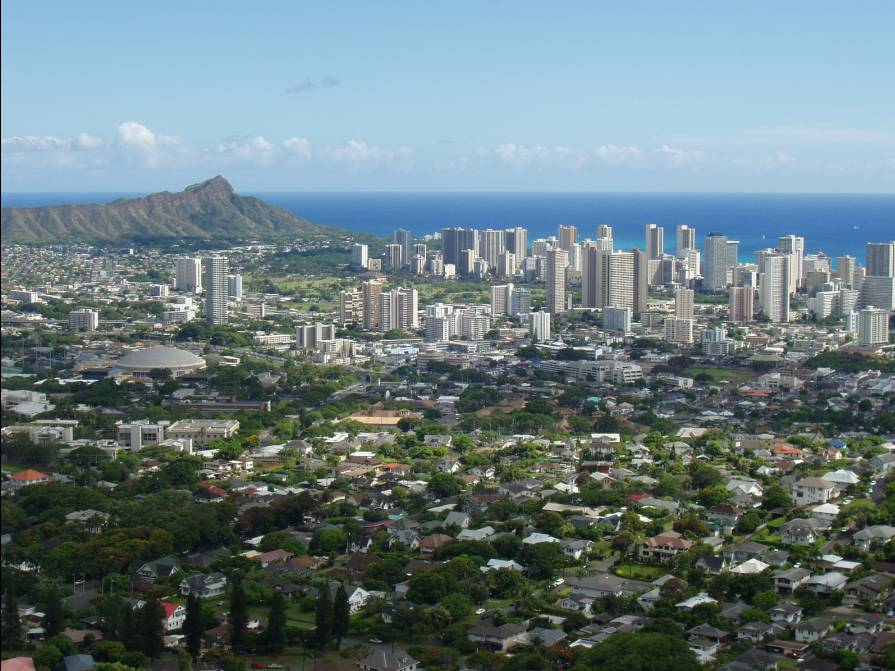
Honolulu-Oahu

Những nơi đông người ở vị trí ngày nay do hoàng gia Hawaiʻi mới đầu di chuyển từ đảo Hawaiʻi tới Maui rồi tới Hawaiʻi. Thành phố lớn nhất và thủ phủ của tiểu bang, Honolulu, là thành phố mà Quốc vương Kamehameha III lựa chọn thành kinh đô của quốc vương ngày xưa, do có cảng tự nhiên ở đấy, đó là cảng Honolulu ngày nay.
Honolulu nằm ven bờ biển phía đông nam của đảo Oʻahu. Các thành phố đông người kia có: Hilo, Kāneʻohe, Kailua, Thành phố Pearl, Kahului, Kailua-Kona, và Līhuʻe.

## Lịch sử

### Thời cổ

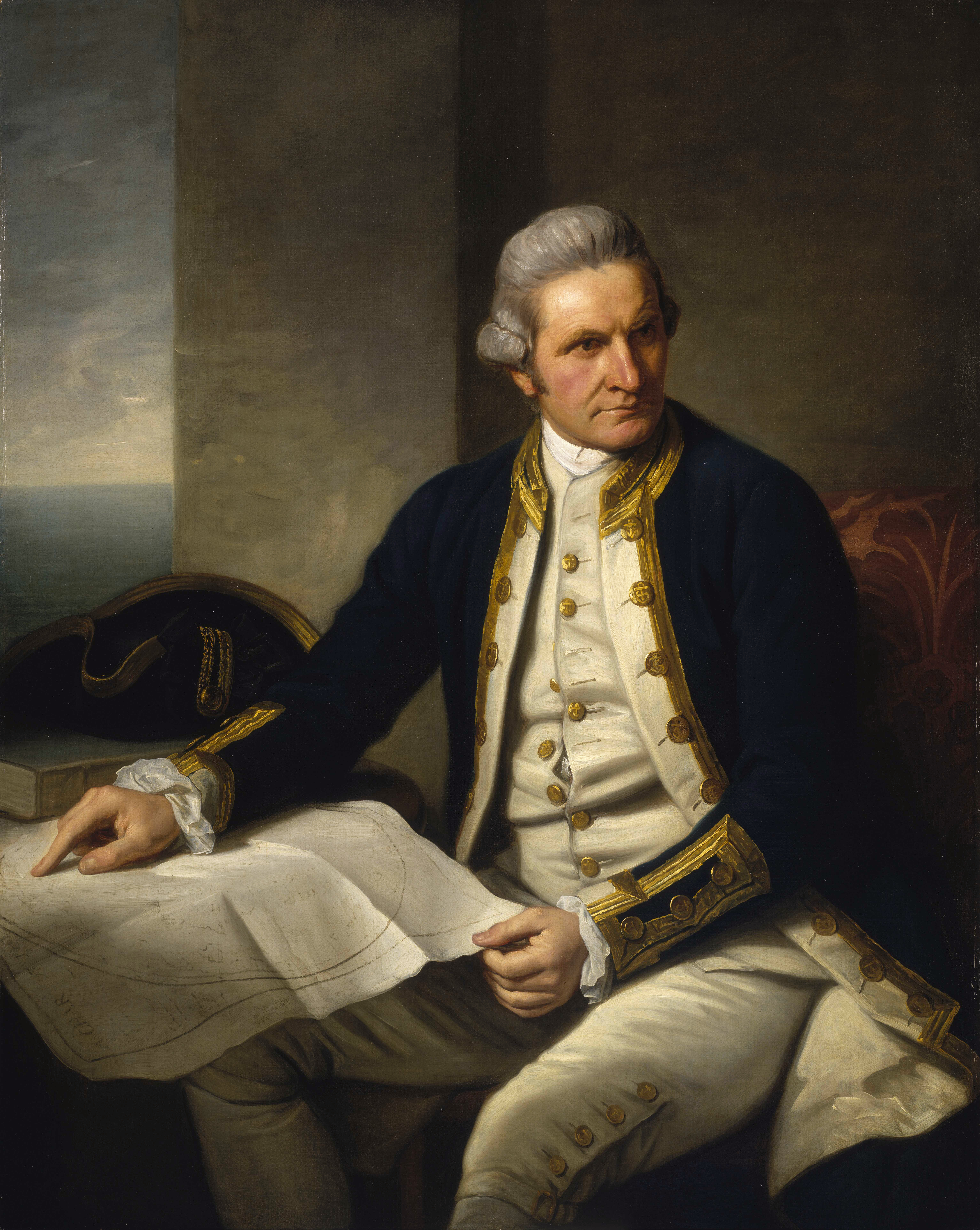
James Cook, chân dung bởi Nathaniel Dance, vào khoảng 1775, Bảo tàng Hàng hải Quốc gia, Greenwich

Các nhà nhân chủng học cho rằng những người Polynesia của quần đảo Marquises và quần đảo Société bắt đầu tới quần đảo Hawaiʻi vào khoảng 300 CN, sau đó dân Tahiti tới vào khoảng 1300 CN, họ xâm chiếm và giết hết mọi dân cư đầu tiên ở quần đảo. Những người Tahiti này giữ kỷ niệm của sự di trú bằng lời nói dùng chuyện phả hệ và truyện dân gian, như các chuyện Hawaiʻiloa và Paʻao. Họ chỉ có quan hệ với nhóm người Polynesia khác lâu vào đầu thời di trú, và Hawaiʻi phát triển từ những làng nhỏ thành xã hội phức tạp gần một mình.
Họ tự nhiên ngừng đi lại giữa Hawaiʻi và vùng Nam Thái Bình Dương, không biết lý do vài thế kỷ trước khi người Âu Châu đến. Các thủ lĩnh địa phương, được gọi aliʻi, cai trị làng của họ và chiến đấu để mở rộng thế lực và chống lại các làng khác. Chiến tranh xảy ra rất nhiều. Xã hội này hướng về cương vị lớn hơn và bắt đầu bao gồm cả hòn đảo.
Các bản báo cáo mập mờ của những nhà thám hiểm Âu Châu cho biết rằng Hawaiʻi đã được người Âu Châu thăm viêng từ lâu trước hạm trưởng người Anh James Cook năm 1778. Các sử gia ghi công ông Cook về sự khám phá này, tại vì ông là người đầu tiên vẽ bản đồ và xuất bản tọa độ của quần đảo Hawaiʻi. Cook đặt tên là quần đảo Sandwich để thể hiện lòng tôn trọng của ông đối với một trong những nhà tài trợ cho chuyến đi là John Montagu, bá tước đời thứ tư Sandwich.

### Vương quốc
Sau một loạt trận đánh kết thúc năm 1795 và đảo Kauaʻi ly khai hòa bình năm 1810, quần đảo Hawaiʻi được liên hiệp lần đầu tiên dưới quyền Vua Kamehameha Đại đế. Ông thành lập Nhà Kamehameha, triều đại mà cai trị vương quốc tới năm 1872. Một trong những sự kiện quan trọng nhất trong thời đó là việc cấm Giáo hội Công giáo Hawaiʻi.
Sự kiện đó dẫn đến Chỉ dụ Khoan dung (Edict of Toleration), lập nên tình trạng tự do tôn giáo ở quần đảo Hawaiʻi. Cái chết của Vua Kamehameha V – ông chưa vợ, nhưng không chọn người nối ngôi – dẫn đến Vua Lunalilo được bầu. Sau ông qua đời, Nhà Kalākaua được quyền cai trị.
Năm 1887, với lý do sự cai trị yếu kém, những thương gia Mỹ và Âu Châu mà đã tham gia vào chính phủ Hawaiʻi gí súng vào đầu Vua Kalākaua và bắt ông phải ký tên vào Hiến pháp Lưỡi lê, nó không chỉ tước đoạt quyền lực của quốc vương mà cũng bãi bỏ quyền đi bầu của người châu Á và đặt điều kiện thu nhập và tài sản tối thiểu của các cử tri người Mỹ, Âu Châu, và thổ dân Hawaiʻi, nói chung là nó khiến cho chỉ có những người Mỹ, Âu Châu, và thổ dân giàu có thể bỏ phiếu. Vua Kalākaua thống trị đến khi qua đời năm 1891.
Chị của Kalākaua, Liliʻuokalani, nối ngôi và cai trị đến khi bị truất ngôi năm 1893. Các thương gia Mỹ và Âu Châu đảo chính do bà loan tin là sẽ bãi bỏ hiến pháp. Tuy bà chùn lại đến phút cuối cùng, nhưng các thành viên của cộng đồng ngoại quốc thành lập Ủy ban An toàn mà thực hiện đảo chính gần không đổ máu và thành lập chính phủ lâm thời. Ngày 30 tháng 5 năm 1894, hội nghị hiến pháp dự thảo hiến pháp mới cho Cộng hòa Hawaii. Cộng hòa tuyên bố chủ quyền ngày 4 tháng 7 năm 1894, cùng ngày với quốc khánh Hoa Kỳ.
Sự lật đổ chế độ quân chủ là sự kiện quan trọng trong lịch sử Hawaiʻi và vẫn còn gây ra tranh luận. Trong thời Vương quốc và chế độ cộng hòa sau đó, Lâu đài ʻIolani – nhà hoàng gia chính thức duy nhất tại Hoa Kỳ ngày nay – được sử dụng như trụ sở thủ phủ.

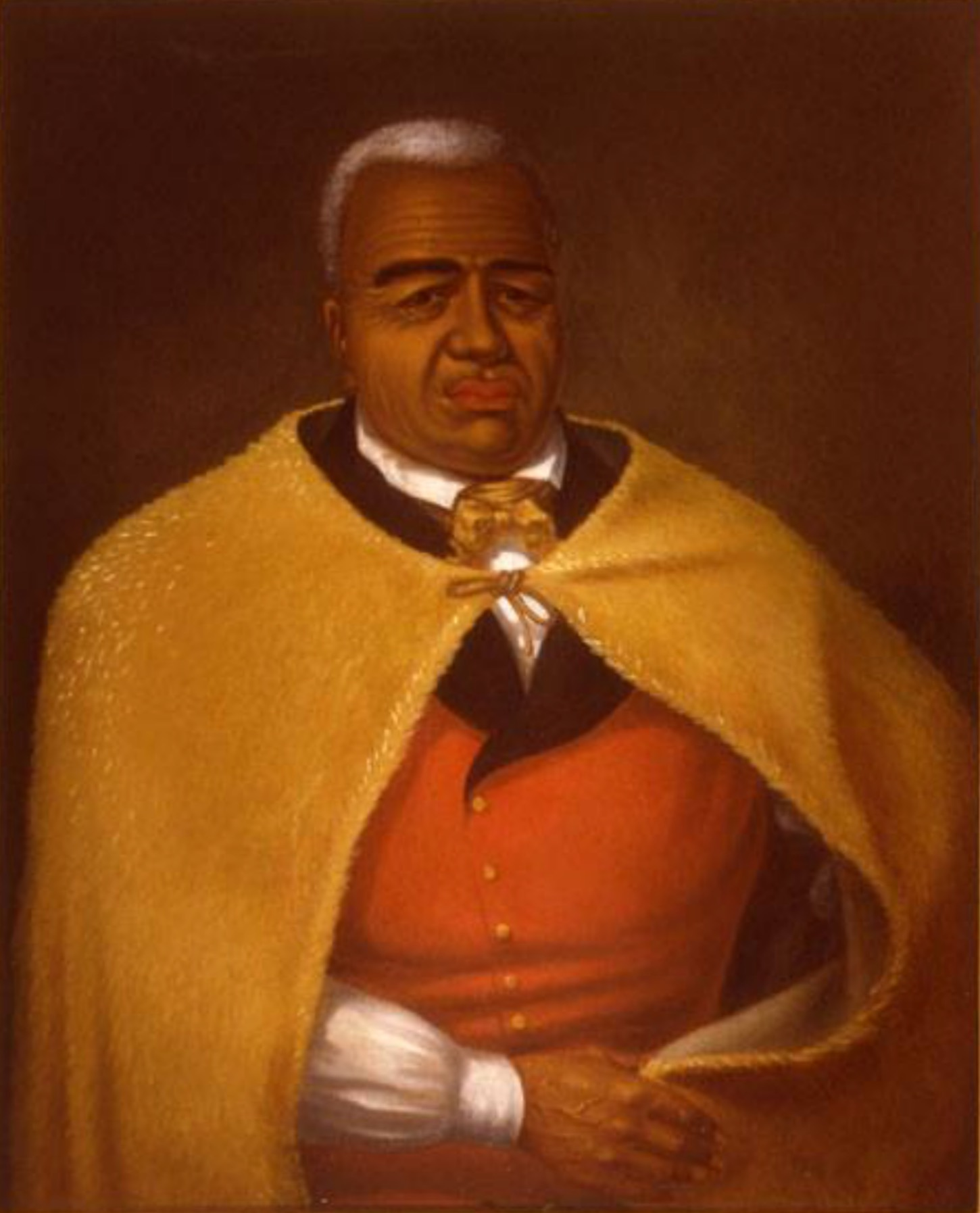
Kamehameha
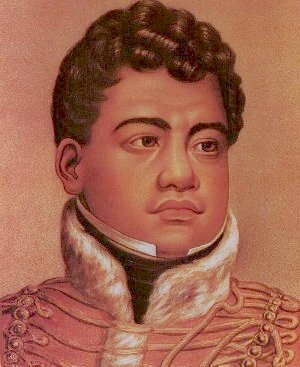
Kamehameha II
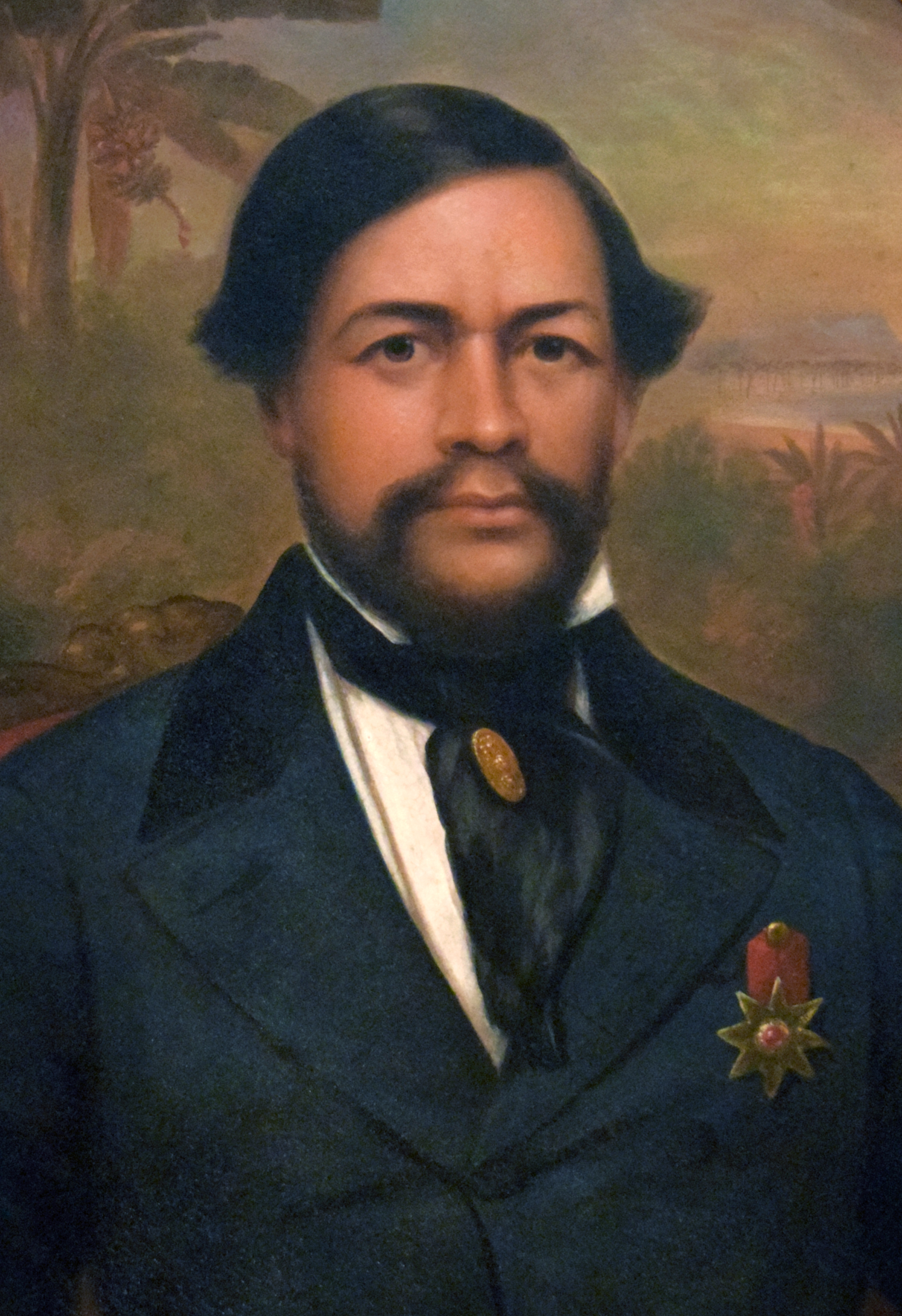
Kamehameha III
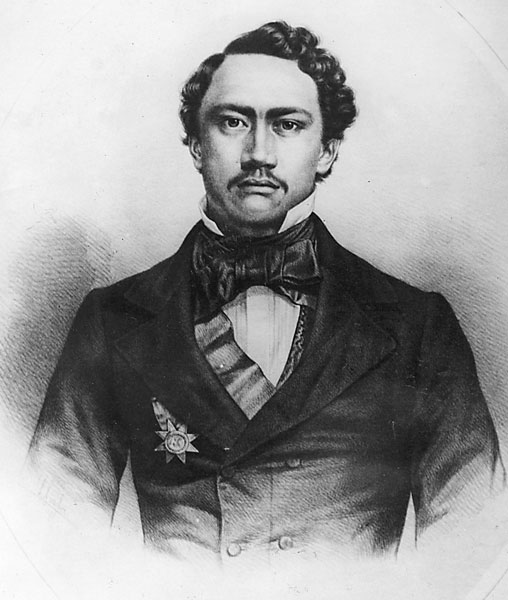
Kamehameha IV
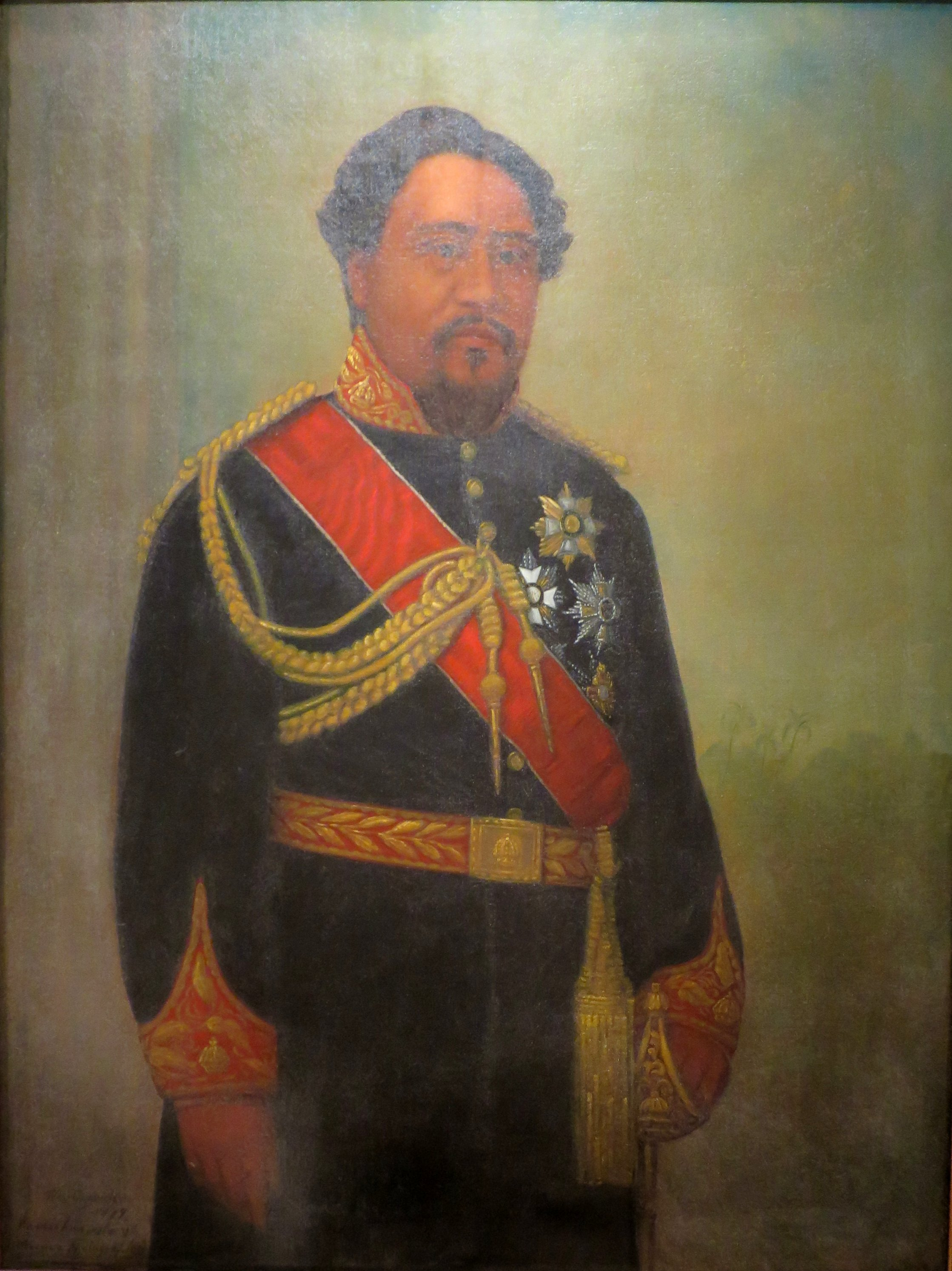
Kamehameha V
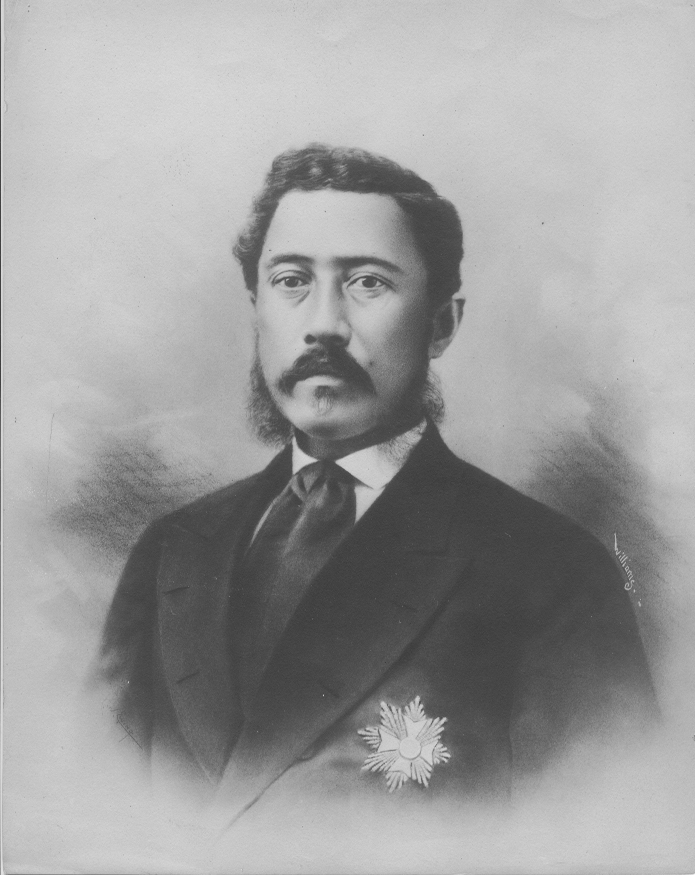
Lunalilo
Kalākaua
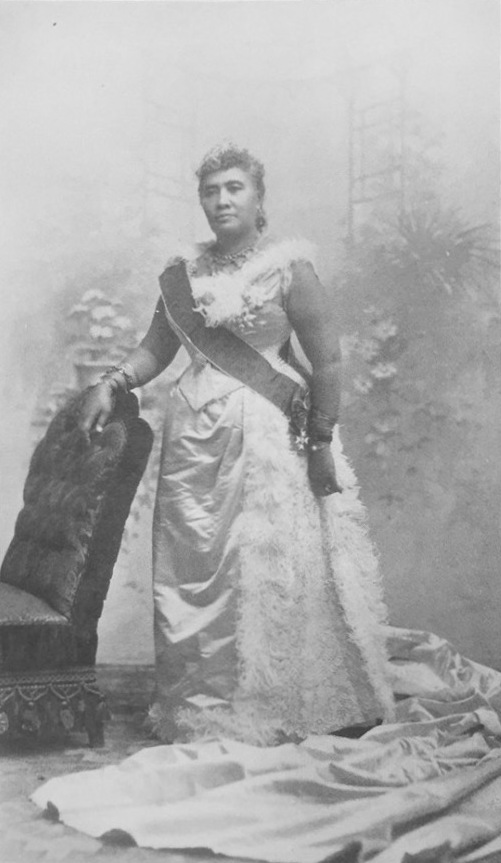
Liliʻuokalani

### Lãnh thổ
Khi William McKinley thắng cử tổng thống Hoa Kỳ vào tháng 11 năm 1896, vấn đề sáp nhập Hawaii vào Hoa Kỳ được nổi lên lần nữa. Tổng thống tiền nhiệm, Grover Cleveland, là bạn của Nữ hoàng Liliʻuokalani. Ông phản đối việc phụ thuộc Hawaii vào Hoa Kỳ đến cuối nhiệm kỳ ông, nhưng rồi McKinley bị thuyết phục bởi những người theo chủ nghĩa bành trướng và những người muốn sáp nhập đến từ Hawaii. Ông tán thành cuộc gặp với một Ủy ban người ủng hộ việc sáp nhập đến từ Hawaii, có Lorrin Thurston, Francis Hatch, và William Kinney. Sau khi đàm phán với họ, vào tháng 6 năm 1897, ông McKinley ký hiệp ước sáp nhập với các đại biểu này của Cộng hòa Hawaii. Tổng thống sau đó gửi hiệp ước cho Quốc hội Hoa Kỳ để họ phê chuẩn.
Vụ sáp nhập Hawaii vào Hoa Kỳ bị nhiều người phản đối. Hui Aloha ʻAina và Hui Kalaiʻaina tổ chức hai vận động kiến nghị, một vận động lấy gần 22.000 tên ký phản đối sáp nhập, trong khi vận động kia lấy vào khoảng 17.000 tên xin phục hồi chế độ quân chủ. Chỉ có kiến nghị 22.000 tên phản đối sáp nhập được gửi cho chính phủ Hoa Kỳ, trong khi 17.000 tên kia chưa được tìm lại. Hồi đó Lorrin Thurston chỉ trích kiến nghị được gửi do điều tra của ông chỉ ra nhiều gian lận.
Dù những người đó phản đối ở quần đảo, Nghị quyết Newlands ("nghị quyết các đất mới") được thông qua Hạ Nghị viện ngày 15 tháng 6 năm 1898 với kết quả 209 người thuận và 91 người chống, và được thông qua Thượng Nghị viện ngày 6 tháng 7 năm 1898 với kết quả 42–21, sáp nhập Hawaii thành một lãnh thổ chính thức của Hoa Kỳ, mặc dù những đại biểu phản đối trong Quốc hội. Tuy một số người nghi ngờ sự hợp pháp của vụ sáp nhập này vì nghị quyết được thông qua thay vì hiệp ước, hai viện Quốc hội ủng hộ đạo luật này với đa số hai phần ba, trong khi một hiệp ước chỉ cần hai phần ba của Thượng Nghị viện thuận (Điều II, Đoạn 2, Hiến pháp Hoa Kỳ).
Năm 1900, Hawaii được tự trị và giữ Lâu đài ʻIolani là trụ sở của thủ phủ lãnh thổ. Tuy có người thử dành cấp tiểu bang vài lần, Hawaii vẫn còn là lãnh thổ kéo dài 60 năm. Các người chủ đồn điền, như là nhóm được gọi Big Five, thấy cấp lãnh thổ rất tiện, để họ tiếp tục nhập khẩu nhân công rẻ từ ngoại quốc; chính phủ liên bang cấm nhập cư như vậy ở các tiểu bang kia.
Quyền của các người chủ đồn điền cuối cùng bị vỡ do những người hoạt động chính trị mà cháu của nhân công nhập cư đầu tiên. Do họ được sinh tại lãnh thổ nước Mỹ, họ tự động là công dân Hoa Kỳ. Mong được quyền bầu cử đầy đủ, họ vận động cho cấp tiểu bang tại quần đảo Hawaiʻi.

### Tiểu bang
Tháng 3 năm 1959, hai viện Quốc hội thông qua Đạo luật Nhận, và Tổng thống Dwight D. Eisenhower tán thành nó. (Đạo luật này không kể đảo san hô Palmyra, ngày xưa là phần của Vương quốc và Lãnh thổ Hawaiʻi, khi định nghĩa tiểu bang.) Ngày 27 tháng 6 năm đó, lãnh thổ này tổ chức cuộc trưng cầu dân ý để dân Hawaii biểu quyết về đạo luật đưa cấp tiểu bang. Hawaii chấp nhận nó với kết quả mỗi người chống có 17 người thuận. Ngày 21 tháng 8, các nhà thờ khắp thành phố Honolulu kêu chuông khi Hawaiʻi được tuyên bố là tiểu bang thứ 50 của Liên bang.
Sau khi giành được cấp tiểu bang, Hawaiʻi vội trở thành tiểu bang hiện đại, ngành xây dựng và kinh tế mở mang rất nhanh. Đảng Cộng hòa Hawaiʻi bị đuổi ra khỏi chính phủ trong cuộc bầu cử, đảng được ủng hộ rất mạnh bởi các người chủ đồn điền. Thay cho đảng này, Đảng Dân chủ Hawaiʻi thống trị chính trị tiểu bang kéo dài 40 năm. Tiểu bang này cũng cố gắng xây lại văn hóa của thổ dân Hawaiʻi. Hội nghị Hiến pháp Tiểu bang Hawaiʻi năm 1978 dẫn đến thời kì mà có người gọi là "phục hưng Hawaiʻi". Các đại biểu của tiểu bang tạo ra những chương trình mang lại ngôn ngữ và văn hóa của thổ dân Hawaiʻi. Ngoài ra, họ cố gắng ủng hộ quyền lực thổ dân về vấn đề tiểu bang bằng cách thành lập Văn phòng Hawaiʻi vụ (Office of Hawaiian Affairs).

## Nhân khẩu

### Dân số
Năm 2005, dân số Hawaii ước tính là 1.275.194 người, tăng 13.070 người hay 1,0% so với năm trước và tăng 63.657 người hay 5,3% so với năm 2000. Số dân tăng tự nhiên là 48.111 người (96.028 sinh trừ 47.917 chết) và con số tăng do nhập cư là 16.956 người. Nhập cư từ bên ngoài Hoa Kỳ tới tiểu bang là 30.068 người trong khi có 13.112 người di cư tới các bang khác trong nước. Trung tâm dân cư của Hawaii nằm ở giữa hai đảo O'ahu và Moloka'i
Hawaii trên thực tế có dân số trên 1,3 triệu người do có một số lượng lớn quân nhân cũng như khách du lịch. O'ahu là hòn đảo đông dân nhất và cũng có mật độ dân số cao nhất, tổng dân cư của đảo là khoảng gần 1 triệu người trên một diện tích 1546 km² (597 mi²). Tuổi thọ trung bình ở Hawaii năm 2000 là 79,8 năm (77,1 với nam và 82,5 với nữ), cao hơn bất kỳ tiểu bang nào tại Hoa Kỳ

### Thành phần dân tộc
Theo điều tra của Cục thống kê Hoa Kỳ năm 2008, người Mỹ da trắng chiếm 27,1% dân số Hawaii, trong đó 24,8% là người da trắng nói tiếng Tây Ban Nha hay Bồ Đào Nha (Hispanic). Người da đen hay người Mỹ gốc Phi chiếm 2,4% dân số (trong đó 2,3% không phải là Hispanic). Người đa đỏ chiếm 0,2% (trong đó 0,1% không phải là Hispanic). Người Mỹ gốc Á chiếm 38,5% (trong đó 37,6% không phải là Hispanic). Người Mỹ gốc các đảo Thái Bình Dương chiếm 9% (trong đó 8,6% không phải là Hispanic). Các chủng tộc là 1,4% (trong đó 1,0% không phải là Hispanic). Người Mỹ đa chủng tộc chiếm 21,4% (trong đó 17,8% không phải là Hispanic). Người nói tiếng Tây Ban Nha hay Bồ Đào Nha (Hispanic) chiếm 8,7%
Hawaii có tỷ lệ người Mỹ gốc Á cao nhất cả nước, trong đó có 175.000 người Mỹ gốc Philippines và 161.000 người Mỹ gốc Nhật. Ngoài ra còn có 53.000 người Mỹ gốc Hoa và 40.000 người Mỹ gốc Hàn. Người Hawaii bản địa có 77.000 người (chiếm 5,5%). Trên 110.000 nói tiếng Tây Ban Nha hay Bồ Đào Nha (Hispanic) coi Hawaii là quê hương của mình, trong đó người Mexico là 37.000, người Puerto Rico là 35.000. Ngoài ra, Hawaii cũng có tỷ lệ người đa chủng tộc cao nhất tại Hoa Kỳ, trong đó chủ yếu là người lai Âu-Á với gần 61.000 người .
Năm sắc dân gốc Âu lớn nhất tại Hawaii là người gốc Đức, gốc Ireland, gốc Anh, gốc Bồ Đào Nha và gốc Ý. Xấp xỉ 82,2% dân cư Hawaii sinh ra tại Hoa Kỳ và 15% người sinh ra ở nước ngoài là từ châu Á. Hawaii là một trong hai tiểu bang mà người da trắng phi Hispanic không chiếm đa số, tiểu bang còn lại là New Mexico.

## Kinh tế

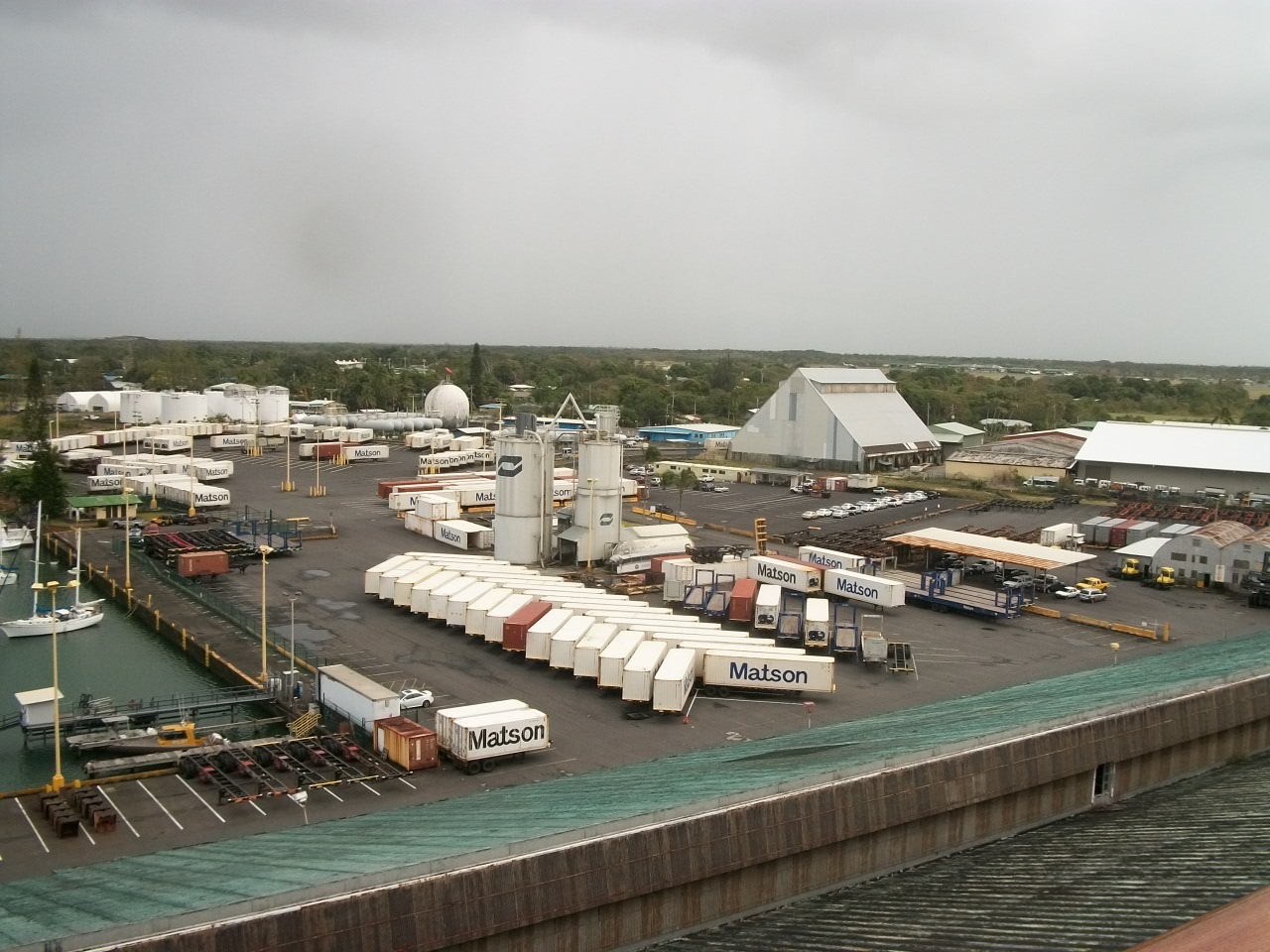
Xưởng chữa tàu tại Hawaii

## Văn hóa

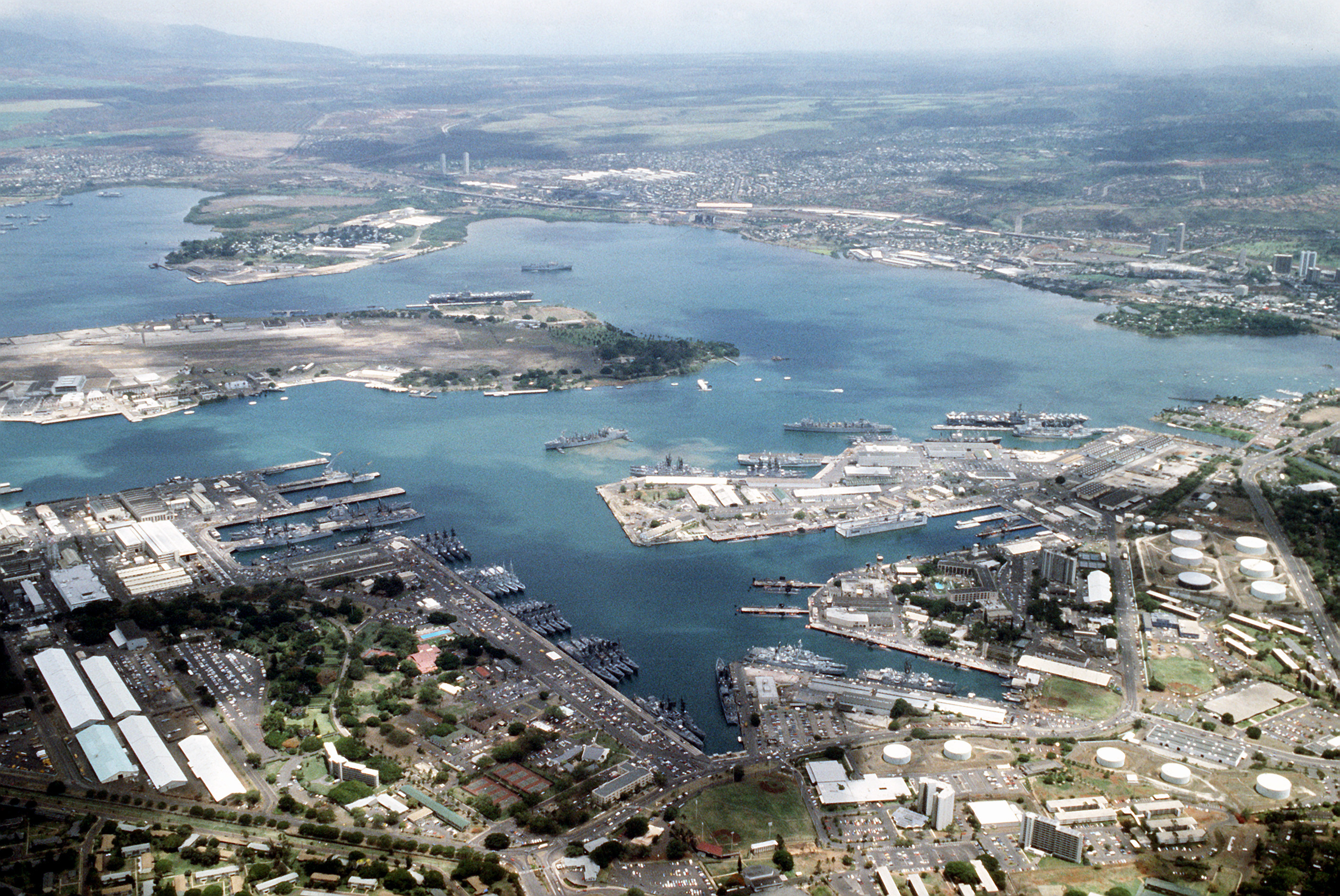
Một phần Trân Châu Cảng